# كارتل (فلم)
إن الكارتل هو فيلم وثائقي أمريكي من إنتاج عام 2009م، أنتجه بوب باودون، المنتج التلفازي والمحرر ومذيع الأخبار المقيم في نيوجيرسي، حيث يناقش الفيلم أخطاء التعليم العام في الولايات المتحدة عن طريق التركيز على ولاية نيوجيرسي، التي تتميز بأعلى مستوى إنفاق على التعليم لكل طالب في الولايات المتحدة  وطبقًا لقاعدة بيانات الأفلام الموجودة على شبكة الإنترنت، يطرح الفيلم سؤالاً: "كيف يفقد أغنى وأكثر المجتمعات إبداعًا على وجه الأرض فجأة القدرة على تدريس أطفاله في مستوى تعتبره الدول الحديثة الأخرى "أساسيًا"? يعتبر الفيلم نقابات المعلمين السبب الرئيسي للمشاكل (إنهم "الكارتل")، وذلك نتيجة، من بين أشياء أخرى، للعقبات التي يضعونها لتحميس المعلمين غير الجيدين من خلال التثبيت في العمل. وهذا يعطي الحجة لـإيصالات المدارس والمدارس التعاقدية، التي تعتقد بأن المنافسة المتزايدة ستعمل على إعادة إحياء النظام المدرسي، الأمر الذي يؤدي إلى تطور الكفاءة والأداء في كافة المدارس، سواء التعاقدية أو الإقليمية.
ظهر الفيلم لأول مرة في مهرجان هوبوكين السينمائي الدولي في 30 مايو 2009م، وحصل على جائزة «أفضل فيلم بالمهرجان (جائزة الجمهور)». وتم عرضه في مدينة نيويورك ولوس أنجلوس في 16 أبريل 2010م، ثم في هيوستن في 23 أبريل وفي دنفر ومينابوليس وبوسطن وواشنطن العاصمة وسانت لويس وسان فرانسيسكو وفيلادلفيا وشيكاغو في 30 أبريل.
يُعتبر الكارتل أول أفلام باودون; فقد ترك تلفاز بلومبيرغ حتى يمكنه التركيز على المشروع وقضى عامين في تحضيره. ودعم الفيلم من قبل مؤسسة الصور المتحركة.

## محتوى الفيلم
قام باودون بإجراء مقابلات مع «مديري المدارس والمعلمين وأولياء الأمور والطلاب ومناصري التعليم» من أجل الإعداد للفيلم. وقد كان من بين من قابلهم مفوضة الدولة للتربية والتعليم لوسيل ديفي ووكلينت بوليك (الرئيس السابق لـتحالف اختيار المدارس)، وجيرارد روبنسون (رئيس التحالف الأسود للخيارات التعليمية)، وتشيستر فين (رئيس مؤسسة توماس بي فوردهام).;

### الإهدار الإداري
يركز الفيلم على مشكلة الإهدار والفساد في النظام المدرسي الحكومي في نيوجيرسي والذي يدّعي باودون بأنه منتشر في المقاطعات في جميع أنحاء البلدة. وقد اختار منطقة نيوجيرسي لكونها مثالاً لما يمكن أن يحدث عندما تعالج المشكلات عن طريق تخصيص مزيد من أموال الميزانية لحل المشكلة بدلاً من محاولة البحث عن المشكلة وتصحيحها بشكل مباشر.
عند تقاعد باربرا ترزسكاوسكي من العمل في مدرسة مقاطعة كينزبيرغ - وهي منطقة منخفضة الدخل في مقاطعة آبوت مخصصة للحصول على التمويل الخاص من الدولة من أجل التعليم العام - حصلت المراقبة باربرا ترزسكاوسكي على 740 ألف دولار كمكافأة نهاية الخدمة بالإضافة إلى 120 ألف دولار كمعاش سنوي، الأمر الذي أثار غضب مراقبي الحكومة مما تسبب في طلب الحاكم جون كورزين باتخاذ إجراء قانوني لمنع هذا «الاعتداء السافر على نظام المدرسة الذي تموله الحكومة.» وقد قامت لجنة التحقيقات بولاية نيوجيرسي فيما بعد بإصدار تقرير يحمل عنوان «يا دافع الضرائب خذ حذرك: فما لا تعرفه قد يكلفك كثيرًا؛ تحقيق في التعويض الخفي والمثير للجدل لمديري المدارس العامة».
سلط باودن الضوء على عدم الكفاءة الإدارية المزعومة في ولاية نيوجيرسي من خلال مقارنته للنظام التعليمي في الولاية بالنظام التعليمي في ولاية أخرى، ويوضح باودن أن اختياره لها لأنها قريبة ومماثلة في عدد السكان، وهي ولاية ماريلاند. وتحتوي ماريلاند، في المتوسط، على منطقة تعليمية لكل 35 ألف طالب بينما يُوجد بنيوجيرسي 15 منطقة تعليمية لنفس عدد الطلاب.
وخلال أزمة ميزانية عام 2008م، وبينما كان العديد من الإدارات «بين فكي الرحى» (بلغت التخفيضات المقترحة في الميزانية المستوى 4B)، ونجحت نقابة المعلمين في الضغط لزيادة الإنفاق التعليمي بنسبة 5%.
وطبقًا لما قاله باودن، فإن تكاليف الإنشاء والفساد المرتبط بها تبين تكلفة رئيسية. ولم يكن لدى رابطة إنشاء مدارس نيوجيرسي (SCC)، المعروفة الآن باسم هيئة تطوير مدارس نيوجيرسي (NJSDA)، والتي كانت مسؤولة عن إدارة إنشاء المدارس والبنية التحتية التعليمية في الولاية، أي ميزانية، ولم تكن خاضعة لأي إشراف فعال من أي جهة أخرى؛ ونتيجة لكل ذلك، يقال أن المنظمة «خسرت» ما بين 500 مليون إلى مليار دولار دون فحص أي حسابات.
يشير باودن إلى أن مدرسة مالكولم إكس شاباز الثانوية، والتي وصفها بأنها واحدة من الكثير من المدارس الضعيفة الأداء في الولاية، والتي أنفقت 6 ملايين دولار على تشييد ملعب كرة قدم «حديث» بعلامة تجارية جديدة، بدلاً من إنفاقها على تطوير الأكاديميات.

### العجز في التخلص من المعلمين ذوي الأداء السيئ
توجد مشكلة رئيسية أخرى بالمدارس العامة، وفقًا لقول باودن، وهي صعوبة طرد المعلمين المثبتين، بغض النظر عن مدى سوء أدائهم. ويقول بأن القواعد التي تقوم نقابات المعلمين بوضعها لحماية المعلمين أصبحت عائقًا أمام تحقيق العدالة والمحاسبة كما أنها تؤذي المعلمين الجيدين بالاحتفاظ بالسيئين معهم في نفس المكان. ويذكر كمثال أن معلم المرحلة الثانوية الأمي هو الذي يدرس لمدة 17 عامًا معتمدًا، على مساعدة «الطلاب»; في القراءة والكتابة اللازمة في الفصل له.
خلال مقابلة جوسي باول، رئيسة رابطة نيو جيرسي التعليمية (NJEA)، أجابت على نقد عملية التثبيت: عندما عُرضت عليها الإحصائية التي تقول بأن 0.03% فقط من المعلمين المثبتين تم نقلهم من الفصول، مشيرةً إلى أن هذا كان حقيقيًا لأن 99.97% «يؤدون عملهم بشكل جيد» قائلة «أعتقد أنه يجب الإشادة بنسبة 99.97%.»

### أداء المدارس التعاقدية
على النقيض من كافة هذه الأنواع من المشاكل، يشير باودن إلى أن تزايد انتشار المدارس التعاقدية التي تنافس المدارس العامة في الاستحواذ على الطلاب والحصول على الأموال العامة، سيكون له الأثر الكبير في تحسين الجودة والكفاءة في جميع المجالات. فقد ثبت أن الطلاب في المدارس التعاقدية كثيرًا ما يؤدون بشكل أفضل من نظرائهم في نفس المجالات؛ ويفترض البعض بأن هذا هو الحال لأنهم يقبلون الطلاب الذين يؤدون بشكل أفضل للبدء معهم، إلا أن العديد من المدارس، مثل مدرسة نورث ستار الأكاديمية التعليمية، تقوم باختيار الطلاب بواسطة قرعة عشوائية، غالبًا ما يتم ذلك مع الطلاب الوافدين الذين يؤدون بشكل منخفض عن متوسط المقاطعة. تنفق نورث ستار، كمثال، 25% أقل لكل طالب، حتى بدون وفورات الحجم الضخمة الخاصة بالمقاطعات الضخمة.
وقد حققت مدرسة روبرت تريت الأكاديمية التعاقدية معدلات كفاءة أكبر بكثير من المعدلات التي حققتها مدرسة مقاطعة نيوارك في تقييم ولاية نيوجيرسي للمهارات والمعرفة لعام 2007 عند تكلفة منخفضة لكل طالب بلغت: 88.4% إلى 49.9% في آداب اللغة; و93.0% إلى 35.3% في الرياضيات; بتكلفة بلغت 10,994 دولارًا مقابل 17,237 دولارًا من إنفاق كل طالب، على التوالي.
يرصد باودن أيضًا أمثلة للمدارس التعاقدية التي لا تتفوق على مدارس المقاطعة في نفس المنطقة، مثل أكاديمية الأمل التي سجلت درجة منخفضة جدًا في فنون اللغة والرياضيات (27.8 إلى 21.4% في آداب اللغة، و19.6 إلى 14.3% في الرياضيات)، ولكنه قال إن أولياء الأمور غالبًا ما سيستمرون في تفضيل المدارس التعاقدية، لإخراج أطفالهم من المواقف الخطرة الموجودة في المدارس العامة. يصف أحد طلاب أكاديمية الأمل مدرستة القديمة بكونها «تشبه» المدرسة في فيلم اعتمد علي«قبل مجيء جو كلارك».
ويشير إلى أن العائق الرئيسي أمام إنشاء المدارس التعاقدية، هو أن وزارة التربية والتعليم بولاية نيوجيرسي تمتلك الصلاحية الوحيدة للموافقة على أو رفض طلبات المدرسة التعاقدية، وفي عام 2008، وافقت فقط على مدرسة واحدة من بين 22 مدرسة. وهم غير مطالبين بإعطاء مقدمي الطلبات أي أسباب للرفض، إلا أن مقدمي الطلبات الذين تمت مقابلتهم في الفيلم يزعمون أنه تم رفضهم لأخطاء تبدو تافهة في طلباتهم الطويلة.
وتشير اللقاءات الخارجية التي أجراها باودن إلى دوام مساندة الناس لزيادة تمويل المدارس في ظل فهم أن زيادة التمويل ستؤدي إلى تحسين جودة التعليم في الولايات المتحدة؛ من ناحية أخرى، يقول باودن إن الكفاءة والجودة تتحقق بشكل أفضل من خلال التنافس على المصادر التي تتطلب تحقيق الكفاءة والجودة من أجل الازدهار وجذب «العملاء». وعادةً ما يستشهد الناس بالقلق من أن المدارس التعاقدية ستحصل على التمويل على حساب النظام المدرسي العام، ويقول باودن إنهم سيستفيدون بقدر ما سيستفيد أي شخص آخر من المنافسة وربما، من أحجام الفصول الصغيرة.
تتضمن اعتمادات الفيلم رسالة التذكير، "يوجد معلمون جيدون في أسوأ المدارس. ويوجد مديرون جيدون في أسوأ المقاطعات. ساندهم! (وفي الوقت نفسه قاوم الكارتل).

## وصلات خارجية
- الموقع الرسمي
- مقالات تستعمل روابط فنية بلا صلة مع ويكي بيانات